# DMT-Schutzgruppe

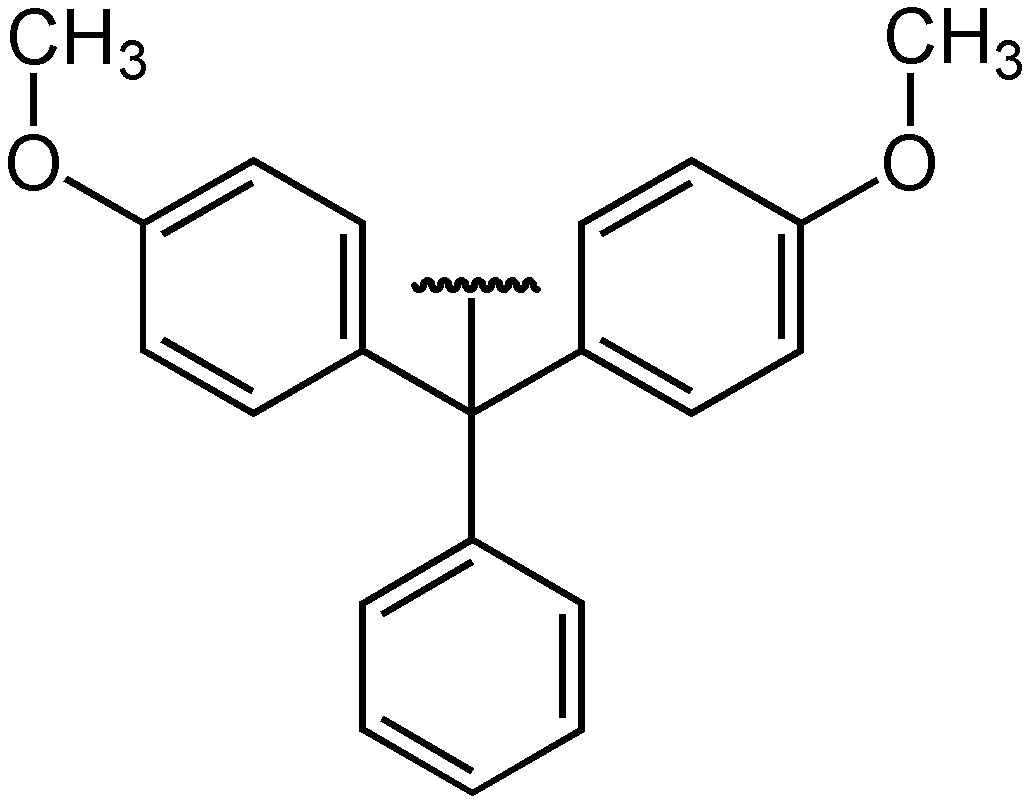
Struktur der DMT-Schutzgruppe

Dimethoxytrityl ist eine Schutzgruppe für Hydroxygruppen, die vor allem in der Nukleinsäurechemie eingesetzt wird. Sie wird vor allem eingesetzt, um in der automatisierten DNA-Synthese die 5' OH-Gruppe der einzelnen Nukleotide zu schützen. Die Schutzgruppe ist säurelabil und wird normalerweise mit Trifluoressigsäure entschützt. 
Das Schützen des einzelnen Nukleotids geschieht mit dem DMT-Chlorid bei Raumtemperatur in wasserfreiem Pyridin, auch in Gegenwart der 3'-OH Gruppe. DMT ist sterisch so anspruchsvoll, dass die Reaktion fast ausschließlich an der 5'-Position erfolgt (Reaktionen an  primären Alkoholen generell bevorzugter als an sekundären Alkoholen).

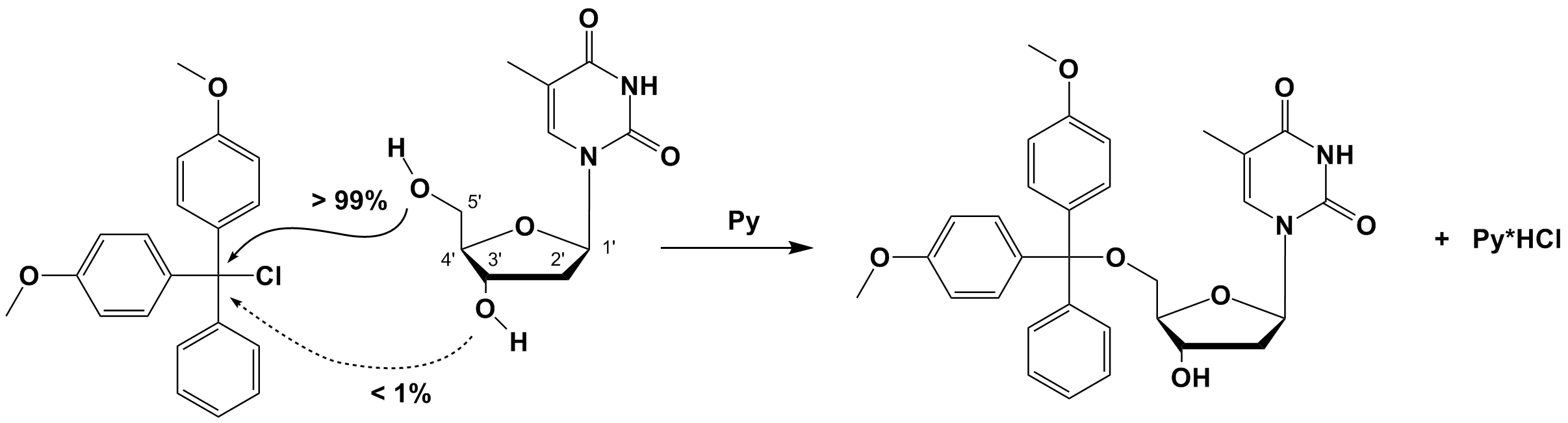
Schutz von Thymidin mit Hilfe von DMT-Cl.